# Ryan McPartlin
Ryan John McPartlin (Chicago, 3 juli 1975) is een Amerikaans acteur.

## Biografie
McPartlin werd geboren in Chicago en groeide op in Glen Ellyn, waar hij de high school doorliep aan de Glenbard South High School. Hierna studeerde hij af in communicatie aan de Universiteit van Illinois te Urbana-Champaign. Na zijn opleiding bezocht hij gedurende zes maanden Australië en Nieuw-Zeeland voordat hij zich vestigde in Zuid-Californië voor zijn acteercarrière.
McPartlin begon in 1999 met acteren in de televisieserie The Nanny, waarna hij nog meerdere rollen speelde in televisieseries en films. Hij is vooral bekend van zijn rol als Riley Martin in de televisieserie Living with Fran (2005-2007), en als Devon Woodcomb in de televisieserie Chuck.

## Filmografie

### Films
Uitgezonderd korte films.
- 2024 A Very Vermont Christmas - als Zac Chase
- 2024 Amish Affair - als Aaron
- 2024 Wallbanger - als Benjamin
- 2022 Cut, Color, Murder - als Kyle Crawford
- 2021 The Holiday Fix Up - as Coop
- 2021 A Clüsterfünke Christmas - als Chancington Winterthorpe V
- 2020 Once Upon a Main Street - als Vic Manning
- 2019 Twinkle all the Way - als Henry Harrison
- 2018 Hunter Killer - als Matt Johnstone
- 2016 Heaven Sent - als Sean Miller
- 2015 The Flight Before Christmas - als Michael Nolan
- 2015 A Kind of Magic - als Matt
- 2015 Babysitter's Black Book - als Mark
- 2014 Do It Yourself - als Tyler
- 2014 Salvation - als Ben Knox
- 2013 Friend Request - als Heath Madsen
- 2013 The Right Kind of Wrong - als Danny
- 2012 Holly's Holiday - als Bo
- 2011 J. Edgar - als Lawrence Richey
- 2011 Game Time: Tackling the Past - als Jake Walker
- 2010 Lego: The Adventures of Clutch Powers - als Clutch Powers (stem)
- 2009 Super Capers: The Origins of Ed and the Missing Bullion - als Will Powers
- 2003 King of the Ants - als Straff

### Televisieseries
Uitgezonderd eenmalige gastrollen.
- 2021 All American - als Manny - 2 afl.
- 2019-2020 L.A.'s Finest - als Patrick McKenna - 26 afl.
- 2019 L.A.'s Finest: Behind the Scenes Extras - als Patrick McKenna - 4 afl.
- 2016 Devious Maids - als Kyle - 8 afl.
- 2014 Bad Judge - als Billy - 2 afl.
- 2014 Sequestered - als Ryan - 12 afl.
- 2014 Mystery Girls - als rechercheur Duane Freeman - 5 afl.
- 2013-2014 Dokter Hart - als Carter Covington - 4 afl.
- 2012 Daybreak- als Eric - 5 afl.
- 2012 CSI: Miami - als Josh Avery - 4 afl.
- 2007-2012 Chuck - als Devon Woodcomb - 88 afl.
- 2009 Everything She Ever Wanted - als Tom Allanson - 2 afl.
- 2005-2007 Living with Fran - als Riley Martin - 26 afl.

- Gemeinsame Normdatei: 1229669434
- International Standard Name Identifier: 0000 0000 7520 3022
- Library of Congress Control Number: no2010011116
- Virtual International Authority File: 106902159
- WorldCat: E39PBJxhfpKm3B6M9MxdGJtR8C